# Монтезилвано Коле (Пескара)
Монтезилвано Коле (итал. Montesilvano Colle) је насеље у Италији у округу Пескара, региону Абруцо.
Према процени из 2011. у насељу је живело 631 становника. Насеље се налази на надморској висини од 152 м.